# Dunbaria floresiana
Dunbaria floresiana är en ärtväxtart som beskrevs av Laurentius Josephus Gerardus Jos van der Maesen. Dunbaria floresiana ingår i släktet Dunbaria och familjen ärtväxter. Inga underarter finns listade i Catalogue of Life.